# 香港巴士史
香港的巴士服務始於1920年代，首條巴士路線於香港街道上投入服務。

## 歷史概覽

### 1920年代：巴士戰國乍現
香港的巴士運輸服務上世紀初漸成雛形，維港兩岸有多家公司營運巴士服務，例如：九龍汽車有限公司(今稱九龍巴士)、啟德汽車有限公司、中華汽車有限公司、香港大酒店公司、香港仔街坊汽車、香港電車公司（往返跑馬地），較小規模有南興巴士公司、泉興巴士公司和長美巴士公司。

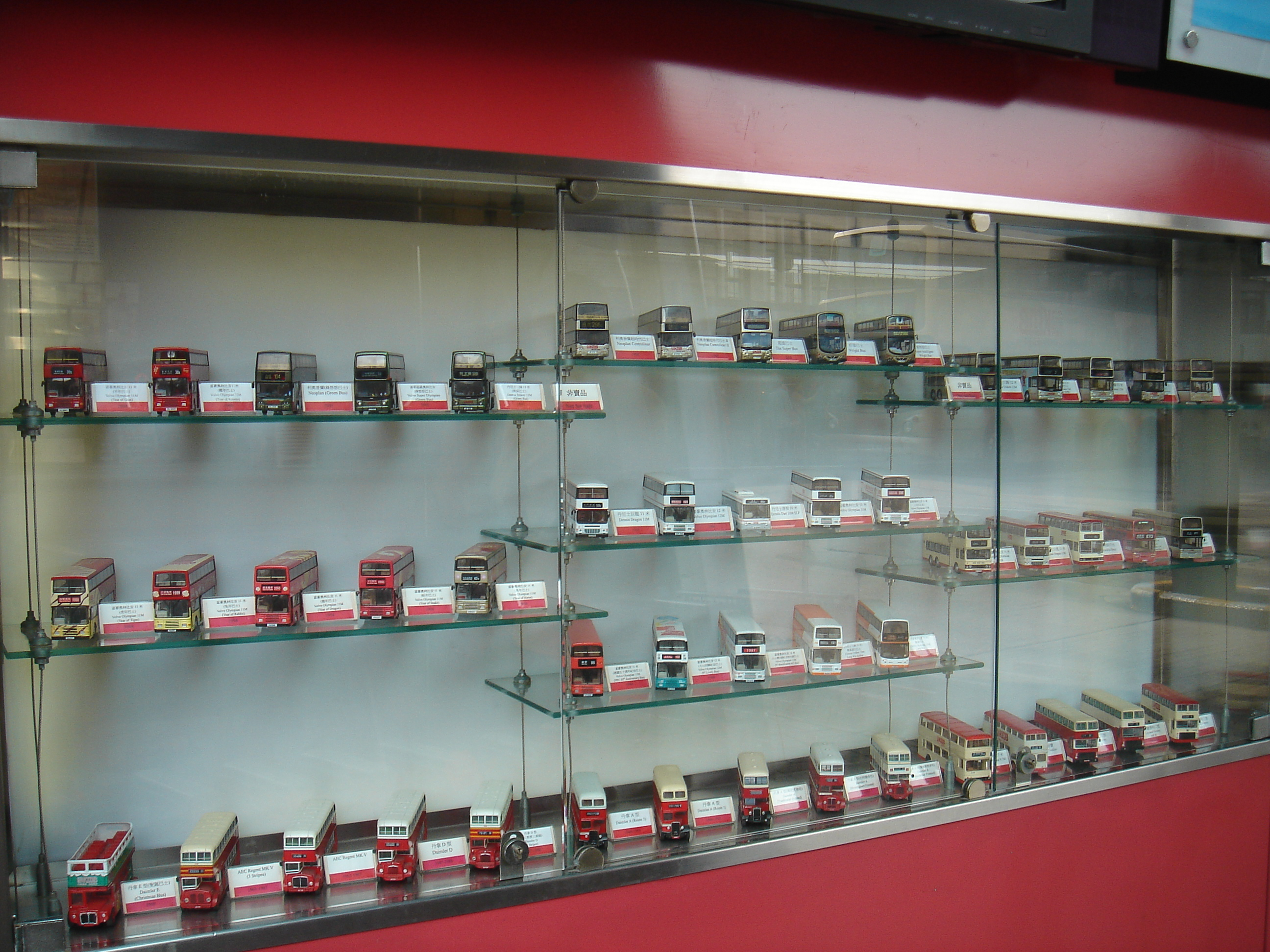
九巴歷代巴士模型收藏

### 1930年代：戰前專營權；南北鼎立
1933年 9月，英國政府實施專利權制度，作為英國殖民地的香港跟隨實行。香港政府正式招標承辦專利巴士服務，並宣佈將會把全港的公共巴士服務經營權取消，重新邀請巴士公司按新的專營權條款經營。首次批出專營權為十五年，由1933年6月11日開始，至1948年6月11日止。 九巴投得九龍及新界巴士的專利權，而香港島的專利權就則由中巴奪得，香港大酒店獲保留一條路線來往淺水灣至卜公碼頭，其他公司則不獲保留。九龍巴士（一九三三）有限公司及中華汽車有限公司相繼正式成立，各自壟斷兩個地域的巴士服務，並接手其他未獲專利權公司的資產。

### 1940年代初：二戰時期
在日本攻佔香港時，有很多交通工具都被戰火摧毀。日本於日治期間，日方將全港大部分的巴士，的士和貨車等充公掠走，或者運到外地作軍用物資。
日方曾嘗試將巴士服務恢復至戰前水平，但由於戰時物資匱乏，巴士服務根本無法恢復，行駛範圍及班次與戰前無法相比。在缺乏燃油及機組零件之下，巴士路線及班次大幅削減，僅能維持有限度的服務。
當時巴士公司除了向日治政府申請燃油外，還須自行搜購，然而公司可用的燃油仍十分短缺，只可供數月的服務。為了解決問題，政府曾研究如何將巴士的柴油發電機改裝成電油發電機來使用。當時日治交通部更呼籲市民多利用人力車、單車、三輪車等交通工具，甚至因此重新引入馬車以便運輸人員物資。當時巴士票價十分昂貴，到了日佔後期更漲至十多元軍票。
在1943年底，由於燃油短缺的問題持續惡化，往來九龍和新界的巴士被迫停駛。市民只能以火車、單車或徒步的方式往返兩地。

### 1940年代末 - 1950年代：戰後擴張（1）
當英國重返香港時，政府人員將恢復戰前秩序為首要任務，因此公共交通順理成章地首先必須恢復的元素之一。在新巴士付運抵達香港之前，中巴和九巴暫時使用改裝貨車載客，並持續至1950年代初。用車荒的情況直至在1947至48年間，九巴向英國 Tilling-Stevens訂購的50輛單層巴士、中巴108輛巴士的訂單抵達香港，情況才得以紓緩。
隨著戰後居民返港潮及南下躲避共產主義的難民大量湧入香港、香港戰後人口不斷暴漲，由此交通運輸的需求也緊隨攀升，引進更高酬載量的巴士成為大勢所趨。九巴因而於1949年獲贈20台丹拿CVG5巴士測試以香港行走雙層巴士的可行性（首四輛引進的 CVG5在1980年退役時獲保留）（同時是香港首批雙層巴士）。丹拿CVG5在香港的試驗就如AEC Regent RT 在倫敦的試驗般獲空前成功，此後香港引入更多雙層巴士，當中包括直至1970年代仍有進口的丹拿珍寶巴士。
中巴卻傾向以單層巴士營運路線，主要是因為配備吉拿引擎（L. Gardner and Sons Ltd ）的雙層巴士未能駕馭香港島山多的地勢，再加上香港島的人口增長較平穩，令中巴和九巴在用車方面顯得迥然不同。中巴選擇了佳牌巴士，令中巴成為佳牌巴士繼英國伍漢佛頓（Wolverhampton）當地運輸公司 Wolverhampton Corporation Transport 後的第二大客戶。

### 1960年代：戰後擴張（2）
比較1960年代維港兩岸的巴士：中巴的巴士載客量少卻使用較大輸出功率引擎，相反九巴的巴士酬載量較高、但卻使用標準引擎；九巴使用34呎長雙層巴士，中巴雖然引進36呎長巴士，但座位佈陣卻衹達到九巴34呎長雙層巴士的60%。與此同時，中巴則面對著重大考驗。路線8和8A（稍後整合為82）需要行走山坡路段，當中更有一公里長1:10斜坡，使用短小靈活的 Tilling-Stevens單層巴士或佳牌阿拉伯型都無法應對居於柴灣大量人口，但中巴的雙層巴士爬坡力卻不足以應付斜坡。最終中巴輾轉在非洲覓得一款36呎長的單層巴士，40輛此款巴士開始行走於柴灣路線中，但就如其非洲近親般，10呎長的懸距、22呎寬的軸距加上缺乏巴士上層重量的輔助，車輛重心過少難以操作。這款巴士後在服役不到十年就被截短底盤並改裝車身。
1963年，中巴在香港島引入首部雙層巴士 ——  丹尼士 Loline III 型:42-43，及後中巴引入更多雙層巴士（佳牌阿拉伯型）服務港島北岸。
雖然換入新巴士能夠提高班次載客量，但操作成本仍然相當高昂。因為九巴每一台巴士就需要三至四名車務人員（司機一名、售票員一至兩名、車門操作員一名），中巴則需要兩名車務人員（當中售票員兼職車門操作），很快兩家公司都不能接受大量人力浪費在同一台巴士身上，並急於找出解決方案。巴士公司最終將手動門改為氣動門，將剩餘的人力用以開辦新路線之上，從而大大增加營運效率。

#### 六七暴動及小巴合法化
六七暴動爆發，巴士公司前線人員在1967年末恐嚇並罷駛令巴士服務癱瘓，直到翌年初情況才稍得緩解。但同時，交通癱瘓也促使政府重新審視除巴士以外的替代大眾運輸工具；政府將原本違法載客的非高用車輛「白牌車」變為合法化，在交通事務處主導下成為「紅色公共小巴」（紅色小巴，Public Light Bus，PLB）。
1968年，觀塘和荃灣兩個衛星城市發展迅速，九巴因此延伸版圖，開辦往返市區和兩個新市鎮的巴士路線。

### 1970年代初：不設找續

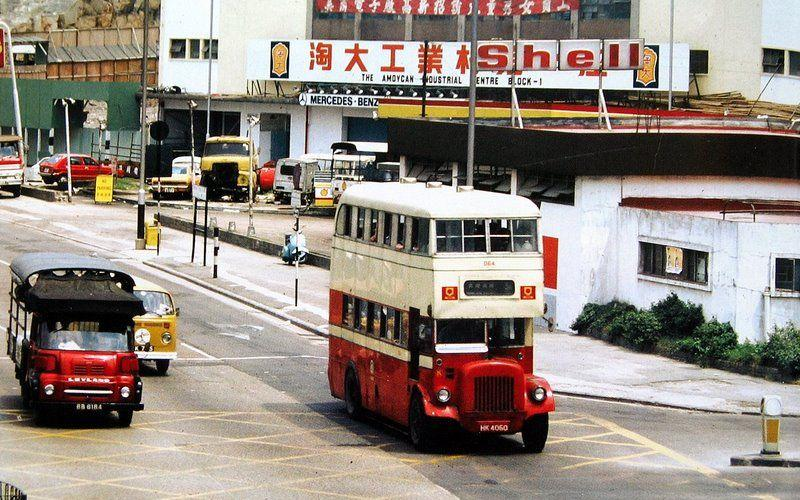
九巴車頭牌箱兩旁投幣標貼示意乘客需於前門上車，並須自備輔幣繳付車資（攝於1970年代）

由於對巴士服務的需求日漸增加，再加上英國已停止生產前置引擎巴士，中巴及九巴於1970年代首次從英國本土引入大量二手巴士，當中以利蘭泰坦和利蘭亞特蘭大兩款巴士為首。
1970年，中巴嘗試為佳牌阿拉伯雙層巴士更換更高輸出功率引擎，以便於行走半山區等一帶爬坡路段。中巴亦於同年將全數佳牌阿拉伯五型單層巴士改裝為雙層巴士，某些短陣單層巴士被改造為車身高度較低的雙層巴士，用於往返山頂的巴士服務。
1971年，中巴首度測試「一人控制」模式 (One-man-operation, OMO) ， 乘客上車向售票員付費的模式被司機位置前設置的錢箱取代。中巴對「一人控制」模式試驗感到滿意，並於1976年完對旗下車隊轉換；九巴亦於1972 開始替其車隊將轉換為一人模式。
1972年2月，中巴獲丹拿贈予一輛丹拿珍寶 （Daimler Fleetline）後置引擎巴士原型作測試本地適應性之用，此後中巴於1973年開始引入大量珍寶巴士；九巴亦於1974年引進其首輛丹拿珍寶巴士。
1972年8月，接通香港島及九龍的海底隧道啟用，中巴及九巴聯營以下三條往返維港兩岸的新路線：
- 101：觀塘 (裕民坊) - 堅尼地城；
- 102：荔枝角 - 筲箕灣；
- 103：橫頭磡 - 蒲飛路。

1973年5月11日，在當時的理民府介入下，大嶼山島上三間巴士公司聯德巴士、昂平巴士及大澳巴士，合併成新大嶼山巴士（1973）有限公司（嶼巴，NLB）。1974年4月1日，嶼巴成為香港第三家專利巴士公司。:42-43

### 1970年代末：勝利、珍寶風華正茂

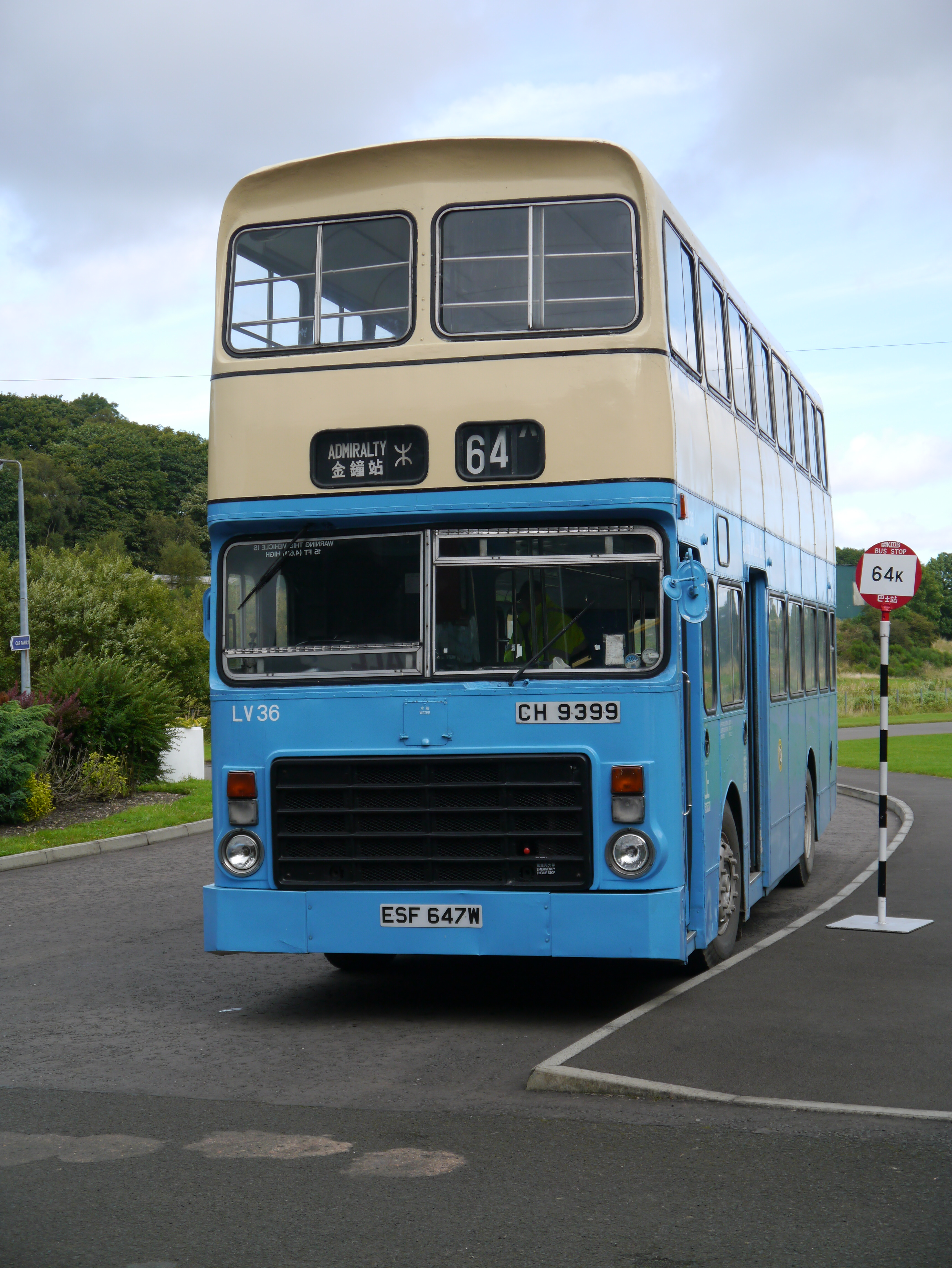
利蘭特別為香港市場研製的勝利二型

1970年代，中巴和九巴共購入約800台丹拿珍寶，並配以「3+2」的新座位編排成功提高酬載量超過120名乘客，因此這類巴士經常於繁忙的過海路線服務。
但是，雖然珍寶巴士因較低的地台及較寧靜的車廂而受乘客歡迎，但其動力系統設計無法應付長時間攀爬斜道、引擎水箱的冷卻效果欠佳，於是中巴和九巴尋求更切合香港環境的替代款式。
中巴初步選定利蘭泰坦 B15（Leyland Titan B15）、都城嘉慕威曼－斯堪尼亞大都會型（MCW-Scania Metropolitan）及艾莎富豪B55（Volvo Ailsa B55），但測試效果欠佳，九巴初步選用由南非Bus Bodies 設計車身的勝利J型及丹尼士喝采（Dennis Jubilant）。其後，利蘭為應付香港特殊環境需要，由勝利J型研製出高輸出功率引擎及自動變速的勝利二型（Leyland Victory MKII），中巴及九巴便在70-80年代間改為引入更切合運作環境需要的車款利蘭勝利二型及丹尼士喝采型。 

#### 1975：豪華巴士
香港經濟於1970年代起飛，巴士公司開始不單提供大眾化的巴士服務，也開辦收費稍貴而高質素的「豪華巴士」，行走高尚住宅區，及以旅客為對象的機場巴士。
1975年，九巴購買了100輛利蘭亞比安（Leyland Albion）豪華巴士，行走多條200系列的巴士線及創辦往返啟德機場的機場巴士服務。
1978年，中巴亦引入首台次世代後置引擎雙層巴士都城嘉慕都城型（MCW Metrobus），行走中環至赤柱及舂坎角的260及262路線。

### 1980年代初：三軸競賽，丹拿被丹尼士超前

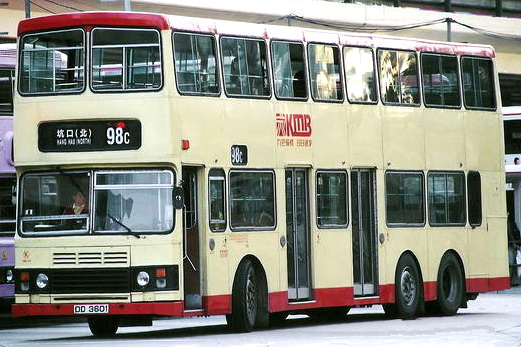
三門版本利蘭奧林比安，後兩道門均作出口之用

1980年代初期，中巴和九巴大量從英國本土購入二手巴士，絕大多數為倫敦運輸局（今倫敦交通局）的丹拿/利蘭 DM/DMS級珍寶巴士。
1980年，九巴開始對空調巴士可行性作評估，於一輛丹尼士喝采和一輛利蘭勝利二型上安裝空調，但試驗並不成功，稍後兩輛巴士上空調遭拆除而恢復為非空調巴士。
1981年，中巴和九巴一同引入首輛 12米三軸雙層巴士 —— 都城嘉慕都城型於本地行駛。另外三款 12米三軸雙層巴士於1981年末至1982年初來港，分別為艾莎富豪B55、丹尼士巨龍/禿鷹及利蘭奧林比安，除艾莎富豪 B55外其他兩款均為次世代後置引擎巴士。
1982年，九巴完成對旗下所有巴士於司機位置前設置錢箱 「一人控制」（OMO）之轉換，歷時約10年。
1983年前，為保障英聯邦國家利益，港英政府一直只容許香港巴士公司向該等國家購買巴士，九巴在此一限制令解除後初次引入一輛德國產平治 O305巴士作為試驗本地適應性，九巴其後於1985年追加40輛同款巴士作日常營運之用。

### 1980年代末：空調巴士再現，奧林比安與巨龍之爭

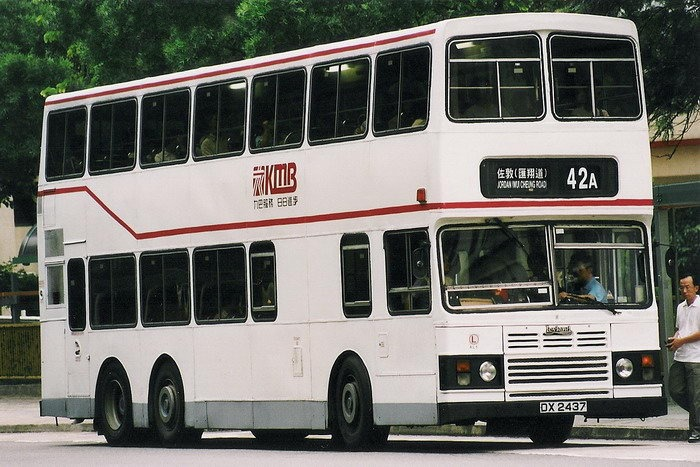
1988年九巴引入全球首部試驗成功的雙層空調巴士——利蘭奧林比安11米空調巴士

1985年，九巴將機場巴士服務營運車輛升級為具備空調功能的丹尼士獵鷹巴士，其空調由車輛引擎發動，稍後九巴將機場巴士稱為「通天巴士 Airbus」。
1986年，九巴引入首台 11米三軸雙層巴士，此類巴士為 12米三軸雙層巴士的改良版本，既保留了 12米巴士的高載量的元素，機動性（Manoeuvrability，巴士轉向的難易程度）又比 12米巴士的提升不少。
九巴亦於80年代末重新審視空調巴士可行性，與80年代初不同的是，是次試驗巴士內的空調全部由引擎給予動力；並於1987年在一輛加裝空調機的都城嘉慕都城型，唯試驗不成功並稍後將空調拆除。其後巴士廠商利蘭贈予九巴一輛具備空調的利蘭奧林比安原型巴士作測試之用，該款巴士在1988年試行並獲九巴青睞，廠商所贈的原型於2005年除役並加以修復保留。此外，九巴又在1990於丹尼士巨龍上安裝空調作評估並成功。

### 1990年代：新舊相交，一盛一衰

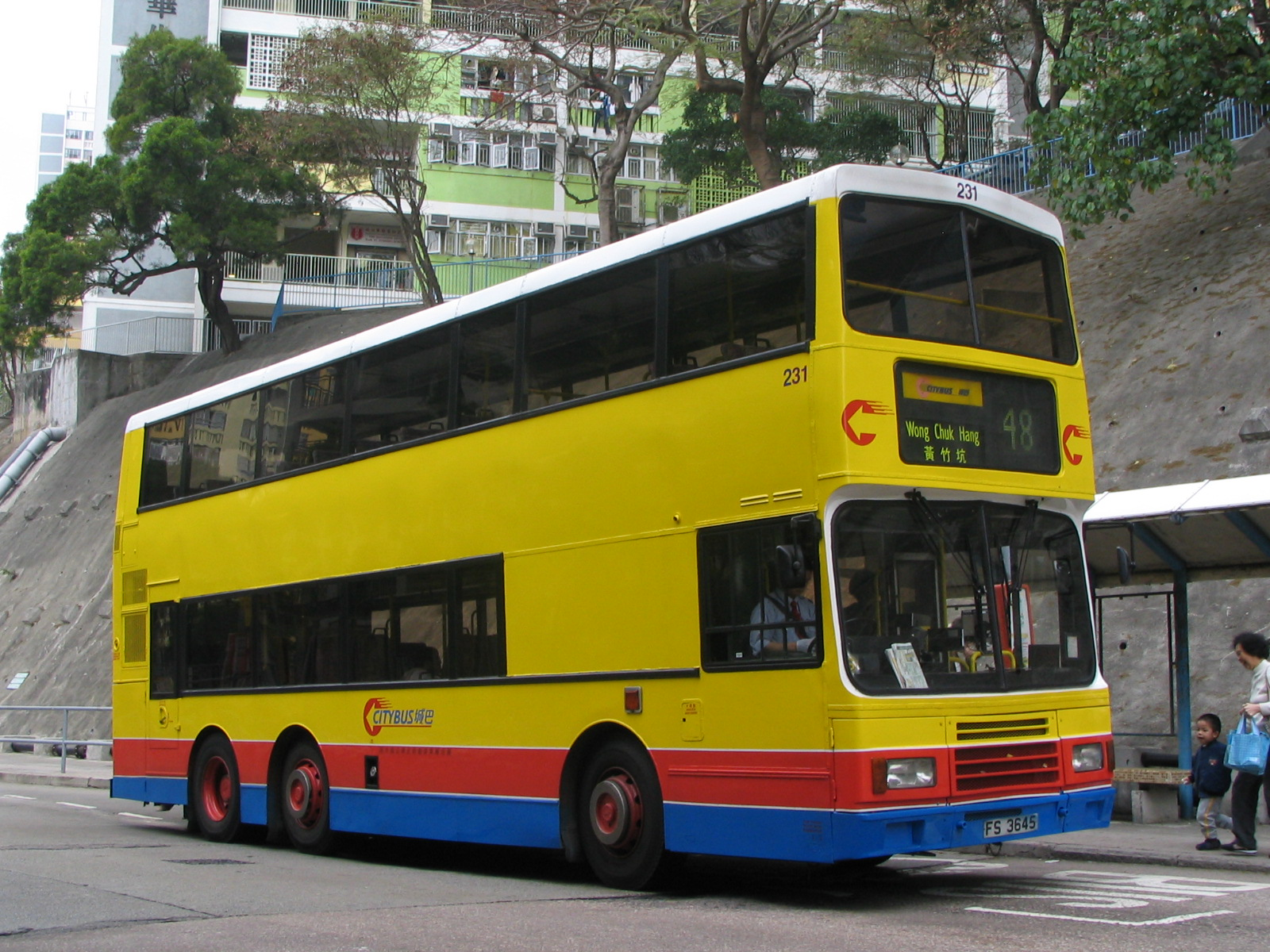
城巴於1991年取得專營權，接辦部分原由中巴營運的港島巴士路線

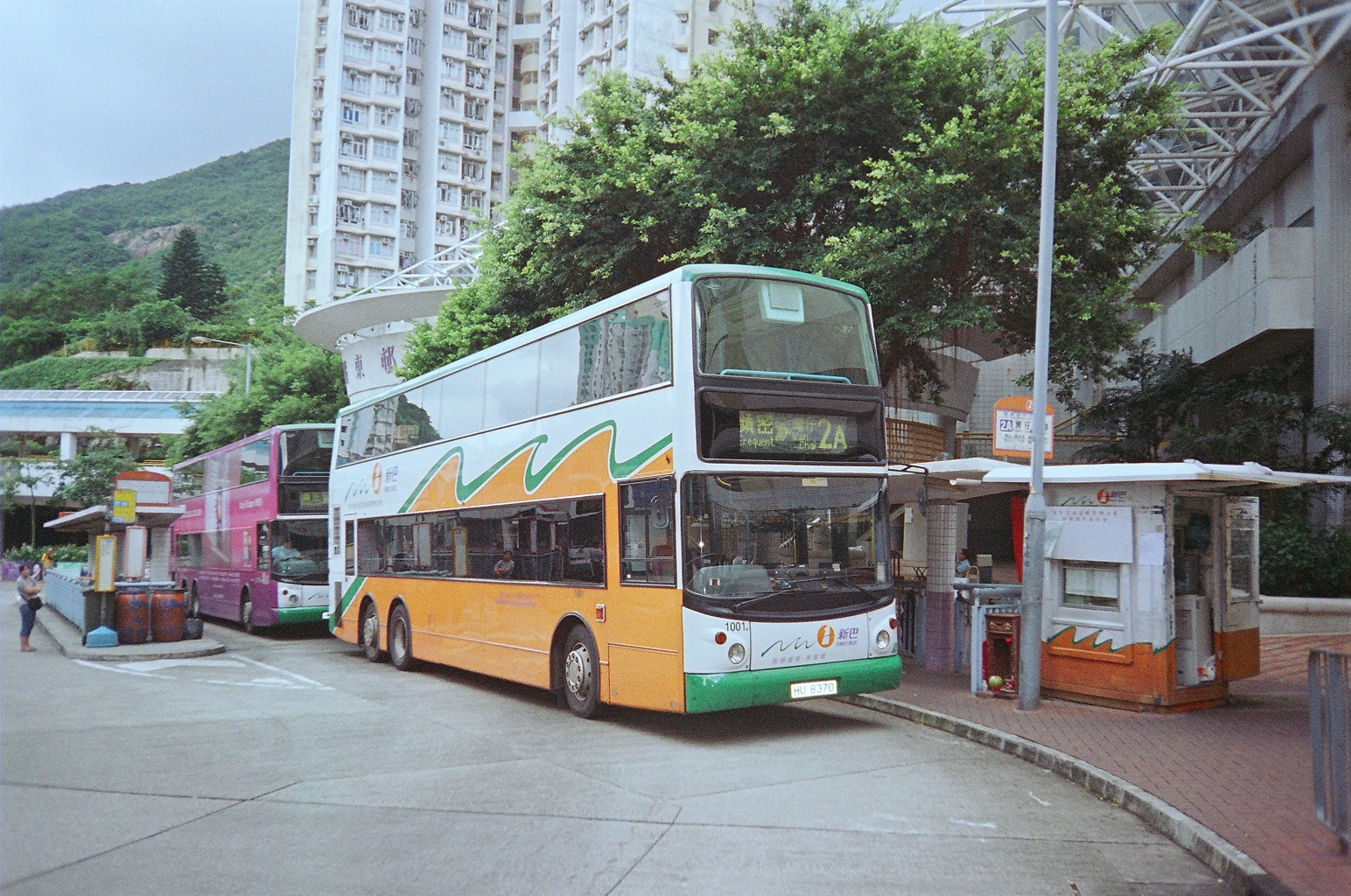
新巴於1998年取得專營權，並接辦88條原由中巴營運的港島巴士路線，起初車隊主要由購自中巴的巴士組成

1991年9月，城巴於香港島營運其首條專營路線——行駛中半山的巴士路線 12A，成為香港第四家專利巴士公司。
1992年1月，新大嶼山巴士被冠忠巴士集團收購為子公司。
1993年，中巴因服務水平自1980年代起日走下坡（甚至立法局議員亦點名批評），被迫交出26條路線予政府公開招標，最後由城巴奪標，並稱為Network 26 新里程。該26條路線服務自城巴接管後得到重大的改善，唯中巴未有任何改善，中巴於是在1995年9月1日再被削減14條路線，並直接交由城巴營運。 
1995年，九巴引入最後一批非空調巴士（熱狗巴士），此後香港所有專利巴士公司再無引入非空調巴士，非空調巴士名義上遭到淘汰。
1996年，香港首次引入超低地台單層巴士，其中城巴購入10輛富豪 B6LE，九巴亦跟隨引進12輛丹尼士飛鏢SLF。其後於1997年，城巴和九巴各引進超低地台雙層巴士——丹尼士三叉戟，此後香港首次有此類巴士行駛，並在之後有更多不同款超低地巴士引進香港。
1997年5月，隨著青馬大橋啟用和東涌新市鎮落成，城巴及龍運巴士（九巴子公司）開始營運往返東涌的路線，並與嶼巴在1998年7月6日起共同營運往返位於赤鱲角的新機場的機場巴士服務。其中龍運巴士一開始已全是空調巴士服務，是香港第一間全空調服務的專利巴士公司。
1998年3月，城巴旗下所有非空調巴士退役，完成全空調化。
1998年8月31日，儘管已交出42條路線予城巴，政府及公眾仍不滿意中巴服務水平，中巴被終止超過半世紀的專營權；其經營路線於翌日由新世界發展和英資第一集團組成的新營運商新世界第一巴士有限公司（新巴）接管。
1999年3月，城巴被英國捷達集團併購。

#### 功德圓滿，光榮引退
1990年代同樣是丹拿珍寶與利蘭勝利二型耄耋之年，中巴及九巴已先後於80年代和90年代淘汰旗下丹拿珍寶巴士，九巴最後一輛丹拿珍寶於1995年除役。九巴旗下利蘭勝利二型於90年代內除役，僅剩下新巴從中巴購入的最後一批勝利二型繼續服役，隨後亦因新巴引入全新「超低地台巴士」而遭淘汰。最後的丹拿珍寶和勝利二型於2000年8月除役。

### 2000年代：高低更替，風華不再

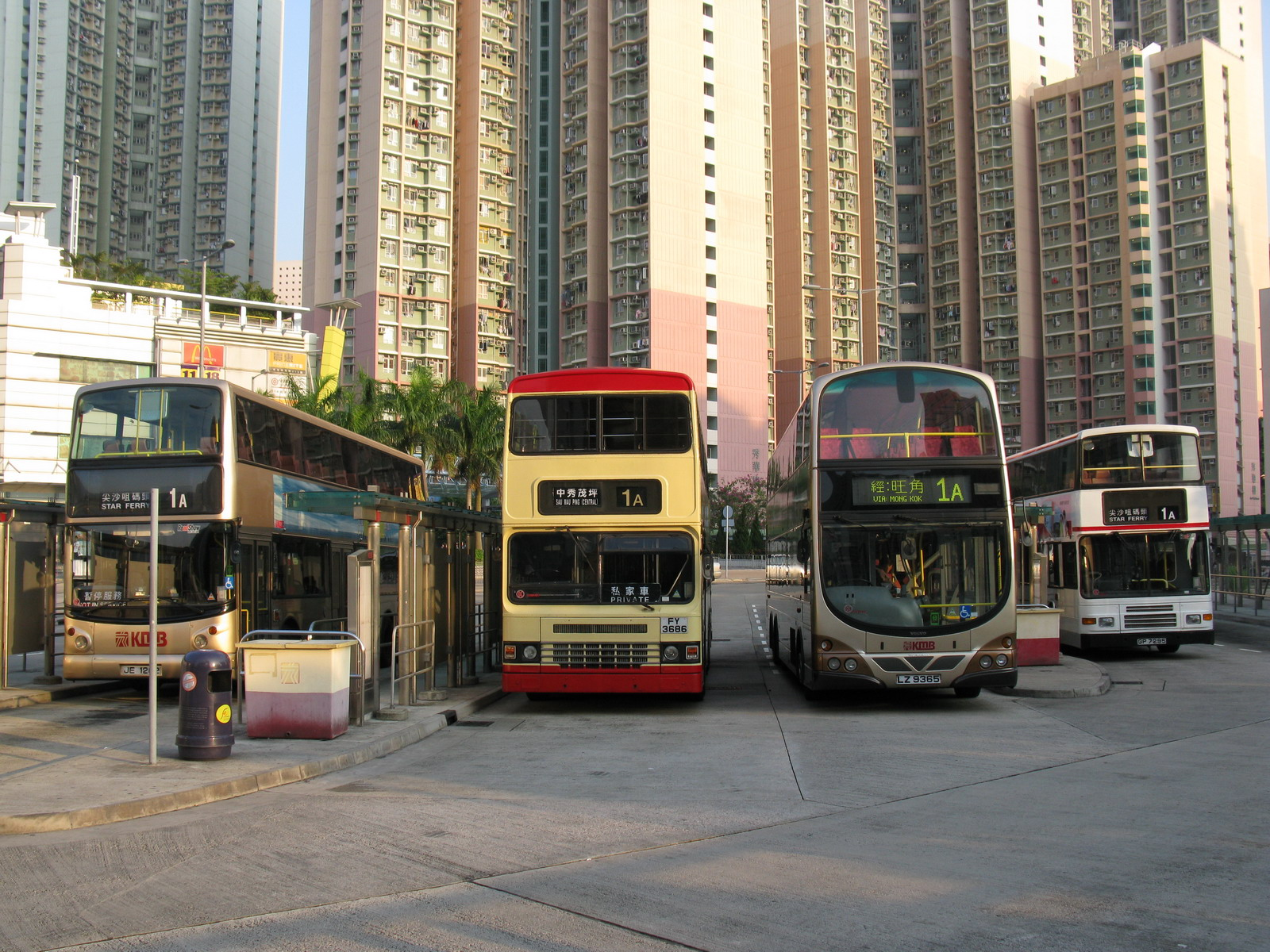
九巴四款不同時期的巴士正停泊於中秀茂坪巴士總站（攝於2007年）

2000年代，各專利巴士公司繼續積極引入新款車輛，以替代次世代的後置引擎巴士。2003年，九巴首度引入「新世代超低地台巴士」TransBus Enviro500。九巴是全球第一間使用TransBus Enviro500的專利巴士公司。其後新巴及城巴亦相繼使用該款巴士。
2002年8月18日，新巴完成淘汰旗下原中巴車隊所有非空調巴士（即次世代後置引擎高地台巴士）。
2003年6月，城巴母公司捷達集團因香港爆發非典型肺炎看淡前景而撤資，被競爭對手新巴母公司周大福集團（新世界發展最終控股方）收購。

### 2010年代

#### 2010年：兩軸革命
專利巴士公司於2010年首度引入兩軸空調巴士。九巴引入一輛亞歷山大丹尼士Enviro 400作為樣板車試驗，與此同時城巴引入兩部Enviro 400測試，稍後兩者均收到一輛兩軸富豪 B9TL作測試。量產型的兩軸空調巴士於2011年交付並開始投入服務。在2010年期間，城巴購買大量亞歷山大丹尼士Enviro 400代替利蘭奧林比安和丹尼士巨龍行走赤柱路線(6、6X、260)，該批亞歷山大丹尼士Enviro 400在2012-2013年陸續出牌。而九巴亦在2012年購入50輛亞歷山大丹尼士Enviro 400，其中亦是九巴第一款使用橙色路線顯示屏的車款(樣板車除外)，該批車在2012年12月至2013年陸續出牌。

#### 2012年：闊別熱狗

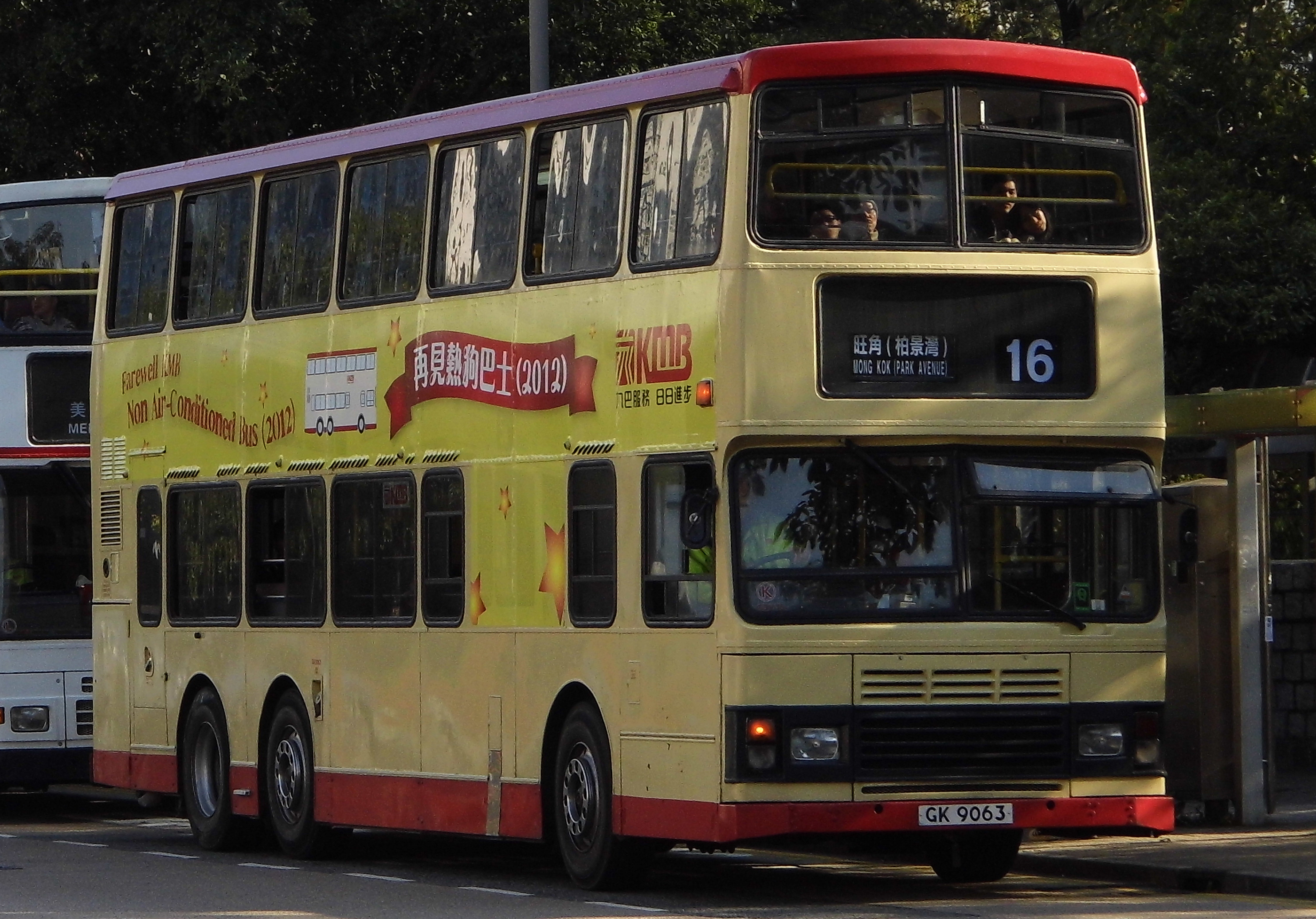
貼上「再見熱狗巴士（2012）」廣告的富豪奧林比安11米非空調巴士

九巴的非空調巴士（俗稱熱狗巴士）退役計劃在1990年代開始，2012年終告完成。旗下所有非空調巴士已於5月9日悉數退役，「非空調巴士」在香港常規巴士路線服務亦可說是成為歷史。在此之前，九巴在2011年末於其中一輛非空調巴士車身貼上「再見熱狗巴士（2012）」廣告；此外民間亦自行出資為數輛非空調巴士貼上廣告，也有巴士模型商家於空調巴士上刊登的橫額廣告並舉辦攝影比賽，作為對香港非空調巴士服役超過一世紀的紀念。

##### 於2012年才「全冷」的巴士路線
於2012年才由非空調巴士營運過渡為全空調巴士服務（俗稱全冷）的路線共有25條，主要行走九龍市區、荃灣區及葵青區：
| 巴士路線   | 全冷日期      |
| ---------- | ------------- |
| 九巴1A線   | 2012年5月7日  |
| 九巴3C線   | 2012年4月10日 |
| 九巴5A線#  | 2012年5月9日  |
| 九巴7M線   | 2012年4月2日  |
| 九巴11線   | 2012年4月10日 |
| 九巴11D線  | 2012年4月12日 |
| 九巴16線#  | 2012年5月9日  |
| 九巴16M線  | 2012年4月10日 |
| 九巴30X線  | 2012年5月2日  |
| 九巴32B線  | 2012年4月16日 |
| 九巴32M線  | 2012年5月7日  |
| 九巴35A線  | 2012年4月1日  |
| 九巴36線   | 2012年4月10日 |
| 九巴38線   | 2012年3月25日 |
| 九巴38A線  | 2012年5月4日  |
| 九巴39A線  | 2012年5月7日  |
| 九巴40線   | 2012年5月7日  |
| 九巴41A線  | 2012年3月25日 |
| 九巴42線   | 2012年4月23日 |
| 九巴42C線  | 2012年2月6日  |
| 九巴43C線  | 2012年2月6日  |
| 九巴43M線  | 2012年4月23日 |
| 九巴71S線  | 2012年3月25日 |
| 九巴93K線# | 2012年5月9日  |
| 九巴98A線# | 2012年5月9日  |

#：該等路線是香港常規巴士服務及九巴巴士服務中，最後由空調與非空調混合服務（俗稱冷熱線）轉為全空調服務（全冷線）的巴士路線。

### 2020年代

#### 2020年：新巴城巴易手
2020年8月21日，新創建集團有限公司宣布以32億元出售城巴及新巴業務，接手的國際財團由3間公司組成，包括私募股權投資公司善水資本旗下Templewater Bravo Holdings Limited、在香港上市的漢思能源及總部設在英國的公共運輸服務營運專家Ascendal，分別持股90.8%、8.6%及0.6%。交易完成後，城巴及新巴現有營運模式將維持不變，員工現有薪酬待遇、僱傭條款及福利保持不變。新創建行政總裁馬紹祥指，交易符合集團透過優化業務組合，以達致長遠可持續發展策略。隨後，接手的財團正式命名為「匯達交通服務」（Bravo Transport）。

#### 2023年：新巴城巴二合為一
2022年7月12日，新巴及城巴母公司匯達交通服務獲行政長官會同行政會議批准後，宣佈新巴將於2023年7月1日起併入至城巴，屆時新巴將會成為歷史，港島區專營巴士服務亦將會重返「一巴獨大時代」。

## 外部連結
- 香港巴士發展簡史 （页面存档备份，存于）
- 巴士之家 - 香港巴士歷史 （页面存档备份，存于）
- 香港老照片 （页面存档备份，存于）
- 早期交通發展背景簡介 （页面存档备份，存于）